# ویروس کوتولگی زرد ذرت
ویروس کوتولگی زرد ذرت (نام علمی: Maize chlorotic dwarf virus) نام یک گونه از فرمانرو ویروس است.